# ماكسيمو كاستيلو
ماكسيمو كاستيلو (بالإسبانية: Máximo Castillo)‏ هو عسكري مكسيكي، ولد في 11 مايو 1864، وتوفي في 1919.